# The Spy in Black (película de 1939)
The Spy in Black, conocido en idioma castellano como El espía negro en España y El espía submarino U-29 en la Argentina y México, es una película inglesa de 1939. Primera colaboración entre los cineastas británicos Michael Powell y Emeric Pressburger, que fueron reunidos por Alexander Korda para llevar a la pantalla el thriller de espías de la Primera Guerra Mundial del mismo título escrito por Joseph Storer Clouston.
Esta película, que fue estrenada en Estados Unidos como U-Boat 29, está protagonizada por Conrad Veidt, Valerie Hobson, Sebastian Shaw.

## Argumento
Un comandante alemán de submarinos, el capitán Hardt, es enviado a las islas Orcadas con la misión de destruir la flota británica  apostada en Scapa Flow. Allí encontrará la colaboración del matrimonio Blacklock.

## Premios y nominaciones
National Board of Review
| Año  | Reconocimiento                | Resultado |
| ---- | ----------------------------- | --------- |
| 1939 | Diez películas más destacadas | Incluida  |